# Lukas Grüner
Lukas Grüner, né le 18 octobre 1981 à Innsbruck, est un snowboardeur autrichien. 
Il s'est classé troisième de la coupe du monde en 2003.

## Palmarès

### Jeux olympiques d'hiver
| Édition/Discipline | Snowboardcross |
| JO 2006            | 19e            |
| JO 2010            | 6e             |

### Championnats du monde
| Édition/Discipline | Slalom parallèle | Slalom géant parallèle | Snowboardcross |
| Mondiaux 2001      | 4e               | -                      | 7e             |
| Mondiaux 2003      | -                | -                      | 29e            |
| Mondiaux 2005      | -                | -                      | 13e            |
| Mondiaux 2007      | -                | 19e                    | 13e            |
| Mondiaux 2009      | -                | -                      | 8e             |

### Coupe du monde
- Meilleur classement général : 3e en 2003.
- 8 podiums dont 2 victoires.